# 馬丁·拉尼希
馬丁·拉尼希（德語：Martin Lanig，1984年7月11日—），德國足球運動員，司職中場，目前效力於德甲球會科隆。

## 生平
拉尼希在2008年7月由菲爾特轉會到斯圖加特，并在2008年10月5日斯圖加特對雲達不萊梅的比賽中打入了自己加入斯圖加特後的第一個進球。2009年8月撕裂膝蓋前十字韌帶，傷愈無法取回正選席位，僅為二隊上陣3場。
2010年6月18日拉尼希與科隆達成口頭協議，以70萬歐元身價加盟。

## 外部連結
- Profile at VfB.de[永久]
- Profile at Transfermarkt.de （德文）
- Career stats at Fussballdaten.de （页面存档备份，存于） （德文）